# فرودگاه آرتور (باند پسکت)
فرودگاه آرتور (باند پسکت) (به انگلیسی: Arthur (Peskett Field) Aerodrome) یک فرودگاه خصوصی است که یک باند فرود چمن دارد و طول باند آن ۷۳۲ متر است. این فرودگاه در کشور کانادا قرار دارد و در ارتفاع ۴۷۴ متری از سطح دریا واقع شده‌است.